# برستون مارتن
برستون مارتن (بالإنجليزية: Preston Martin)‏ هو مصرفي أمريكي، ولد في 4 ديسمبر 1923، وتوفي في 30 مايو 2007 بسبب سرطان.